# Stolch’sches Schloss
Das Stolch’sche Schloss (auch Schloss Trochtelfingen, Wasserschloss Trochtelfingen oder mundartlich Schlössle) ist ein kleiner mittelalterlicher Adelssitz in Trochtelfingen, einem Ortsteil der Stadt Bopfingen im baden-württembergischen Ostalbkreis. Das Stolch’sche Schloss ist das letzte von ursprünglich fünf Burganlagen in Trochtelfingen. Es steht unter Denkmalschutz und befindet sich in Privatbesitz.

## Name
Da das Schloss 375 Jahre (1641 bis 2016) im Besitz der Familie Stolch war, hat sich der Name Stolch’sches Schloss eingebürgert. Nachkommen der Familie Stolch sind noch in Trochtelfingen ansässig. Ein ursprünglicher Name ist nicht überliefert.

## Lage und Beschreibung
Das Stolch’sche Schloss liegt in einer Talaue der Eger am südlichen Ortsrand von Bopfingen. Es hat einen quadratischen Grundriss und besteht aus einem massiven Haupt- und Wohngebäude (Palas) an der Ostseite, einem Nebengebäude im Süden und einem Torhaus an der Nordseite.
Die ganze Anlage ist von einer massiven Wehrmauer umschlossen und war ursprünglich durch einen Wassergraben gesichert, der von der Eger gespeist wurde. Der Wassergraben konnte nur an der Nordseite mit Hilfe einer hölzernen Zugbrücke überwunden werden. Die Zugbrücke wurde irgendwann durch eine steinerne Bogenbrücke ersetzt.
Gegenüber dem Stolch’schen Schloss befand sich das im 17. Jahrhundert abgebrannte und ganz abgegangene Gröll’sche Schloss, von dem sich nur der Schlossgarten, der so genannte Gröll’sche Garten, erhalten hat. Der Garten ging später ebenfalls an die Familie Stolch.

## Geschichte
Da die Anlage einen nahezu quadratischen Grundriss hat, wurde in der Vergangenheit über eine römische Herkunft spekuliert. Möglicherweise stammen einige alte Bausteine des Schlösschens von römischen Limesbauwerken, die im Mittelalter zwecks Materialgewinnung abgebrochen und zum Schlossbau verwendet wurden. Der Transport und die Wiederverwendung von Bausteinen war im Mittelalter nichts Ungewöhnliches, sondern die Regel. Auf der Nordseite ist ein Stein eingemauert, auf dem eine Figur beim Mühlespiel zu sehen ist. Brettspiele waren unter römischen Legionären weit verbreitet, die sich damit während ihres Dienstes am Limes die Zeit vertrieben.

### 14. bis 16. Jahrhundert
Die ersten Eigentümer des Schlösschens war wohl die Familie Emershofen, die ursprünglich aus dem oberschwäbischen Emershofen stammte. Dieses Geschlecht ist vermutlich in der Stauferzeit in die Gegend von Bopfingen übergesiedelt. Die ersten greifbaren Eigentümer des Schlösschens waren wohl Gerung und Friedrich von Emershofen. Gerung war ein Diener der Grafen von Wirtenberg. Eine Marotte dieses Edelmanns war seine Unterschrift: „Gerung von Emershofen, das edel Blut, der wenig hat und viel vertut“. Das Geschlecht wurde später mit der Burg Waldenstein bei Rudersberg belehnt. Als Mitgift fiel das Wasserschloss 1387 an Kuno von Köllingen, der Katharina von Emershofen geheiratet hatte. Das Anwesen wurde um 1387 als zerstört bezeichnet und war ein Lehen derer von Oettingen. Kuno von Köllingen scheint sein Interesse an dem Schlösschen schon bald verloren zu haben, denn 1396 verkaufte er den Burgstall zu Trochtelfingen an Georg Fuchs von Zipplingen und seinen Vetter Conrad von Ellrichshausen. Letzterer verkaufte seinen Anteil an die Stadt Nördlingen. Georg Fuchs von Zipplingen ließ die im Abgang befindliche Anlage ab 1396 neu erbauen, geriet jedoch in Konflikt mit den Grafen von Oettingen, die den Neubau offenbar nicht genehmigt hatten. Jörg Fuchs von Zipplingen musste sich schließlich den Grafen beugen und 1428 sein Schloss als Lehen der Oettinger anerkennen. Die Grafen belehnten schließlich die Gemahlin des Fritz Fuchs von Zipplingen mit dem Anwesen. Nach dessen Tode ging das Schloss an Rudolf Hack von Hoheneck, der 1472 mit dem „festen Haus“ belehnt wurde. Rudolf Hack musste 1508 dem Grafen Joachim von Oettingen ein Vorkaufsrecht einräumen. Nach seinem Tode fiel das Erbe an seine Tochter, die mit Heinrich von Stein zu Diemantstein verheiratet war. Aus der Verbindung war Christoph von Diemantstein hervorgegangen, der 1522 mit dem Anwesen belehnt wurde. Das Schlösschen blieb nun für lange Zeit im Besitz derer von Diemantstein.

### 17. und 18. Jahrhundert
Im Dreißigjährigen Krieg wurde Trochtelfingen von durchziehenden Söldnern schwer in Mitleidenschaft gezogen; das Gröll’sche Schloss wurde etwa durch Brandstiftung vollständig zerstört. 1641 verkaufte Georg Friedrich von Stein zu Diemantstein das Schlösschen an Heinrich Stolch für 1700 Gulden. Stolch stammte aus Aalen und hatte im Dreißigjährigen Krieg auf kaiserlich-katholischer Seite gekämpft. Stolch war durch den Krieg zu Ansehen und Vermögen gekommen und bekleidete zuletzt den Rang eines Obristwachtmeisters (etwa vergleichbar mit dem heutigen Major). Seit jener Zeit wird das Anwesen Stolch’sches Schloss genannt. Heinrich Stolch war faktisch in den Adel aufgestiegen; jedenfalls war er mit Ursula Dorothea von Gaisberg verheiratet, die aus einer einflussreichen und wohlhabenden Adelsfamilie aus Schnait im Remstal stammte. Auf Heinrich folgte 1668 sein Sohn Georg Heinrich Stolch, der als Förster im Dienst der Stadt Nördlingen stand. Die Familie Stolch veräußerte auch ihre meisten Grundstücke (2 Bauernhöfe und 16 Sölden) an die Stadt Nördlingen, allerdings blieb das Wasserschlösschen stets im Familienbesitz. 1704 wurde der Zollbeamte Friedrich Adam Stolch Schlossherr. 1747 folgte ihm sein Sohn Georg Matthäus Stolch nach, der eine Badestube betrieb und auch als Chirurg tätig war. 1784 übernahm Friedrich Matthäus Stolch das Schlösschen und das Gewerbe seines Vaters.

### 19. Jahrhundert
Auch im 19. Jahrhundert blieb das Anwesen im Besitz der Familie. Durch den Reichsdeputationshauptschluss von 1803 fiel Trochtelfingen an das neu geschaffene Kurfürstentum Bayern und wurde 1810 an das Königreich Württemberg abgetreten. Zu Beginn des 19. Jahrhunderts war Christian Melchior Stolch Schlossherr. Er wurde auch der erste württembergische Schultheiß des Dorfes. Auf ihn folgte Jakob Friedrich Stolch, der ebenfalls Schultheiß wurde. Im Zuge der nationalen Revolution von 1848/49 wurde das Lehnswesen abgeschafft. Um 1870 war der Wassergraben bereits verlandet; das Schloss wurde als Wohnhaus vermietet.

### 20. und 21. Jahrhundert
Bis etwa 1960 wurde das Anwesen bewohnt; danach stand es leer. Das stark sanierungsbedürftige, teilweise einsturzgefährdete Gebäude wurde schließlich 2016 von Heinrich Stolch an den Architekten Friedbert Vogelsang veräußert. Umfangreiche Sanierungen wurden notwendig, um das Schlösschen zu sichern. Es bildete sich ein Förderverein. Die Maßnahmen wurden von der Deutschen Stiftung Denkmalschutz gefördert. Geplant sind Wohnungen, Kunstausstellungen und ein Gastronomiebetrieb mit Biergarten. Im Schlosshof sollen künftig Weihnachtsmärkte stattfinden. Die Renovierung soll 2025 abgeschlossen sein.

Wappen der Besitzer
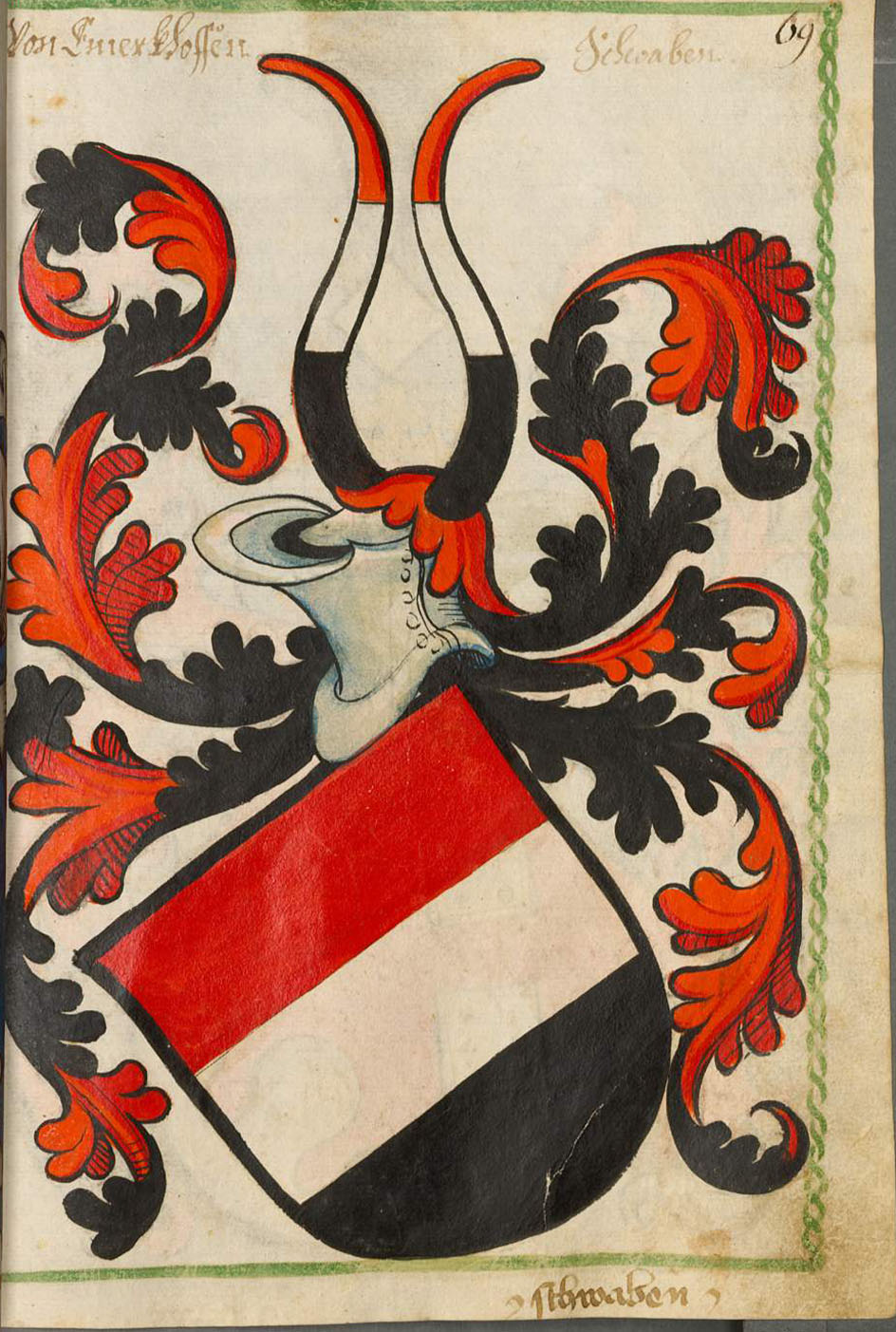
von Emershofen
Füchse von Zipplingen
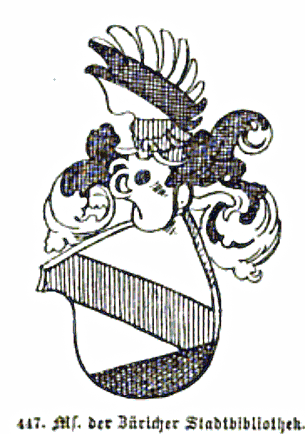
Stein zu Diemantstein
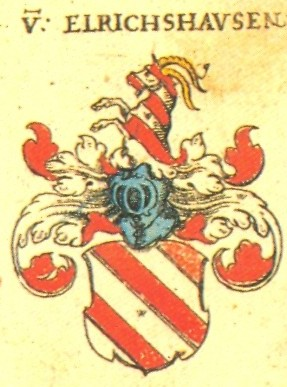
von Ellrichshausen
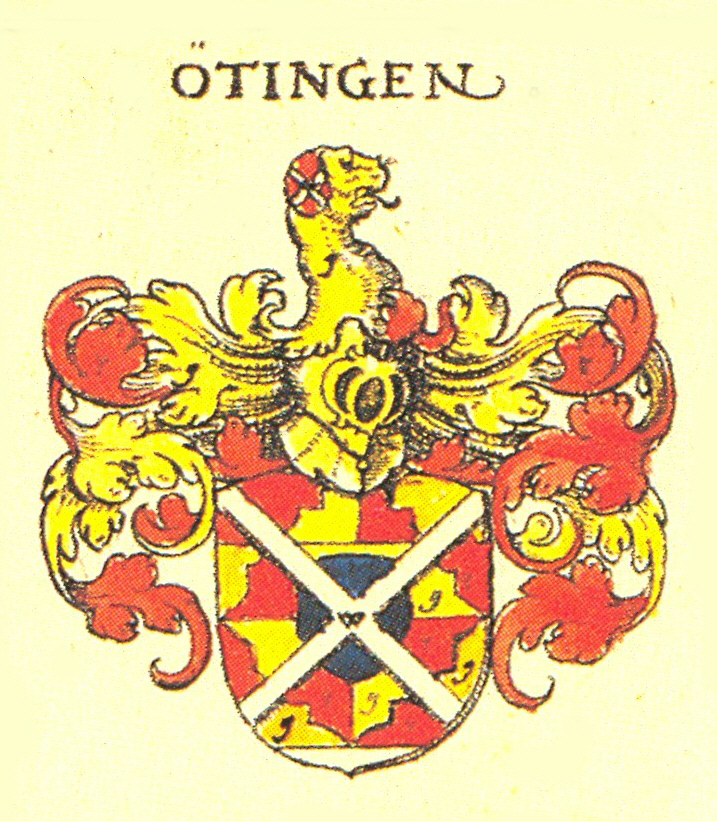
Grafen von Oettingen
Familie Stolch